# Philippe Cornu
Philippe Cornu (1957) è uno storico delle religioni francese, e buddhologo .
Professore dell'Inalco ("Institut national des langues et civilisations orientales") di Parigi e all'università  Paris-VII dove tiene un corso di Antropologia religiosa, Philippe Cornu è anche un traduttore della lingua tibetana. 
Attualmente presiede l'Université Bouddhique Européenne (UBE) organizzazione sotto il patrocinio dell'UNESCO.

## Opere
- L'Astrologie tibétaine. Parigi, Guy Trédaniel, 1999. ISBN 2-84445-071-7.
- Longchenpa, la liberté naturelle de l'esprit (prefazione di Sogyal Rinpoché). Parigi, Éditions dal Seuil, 1994.
- Padmasambhava : la magie de l'éveil (con la collaborazione di Virginie Rouanet;  prefazione di Sogyal Rinpoché). Éditions dal Seuil, 1997. ISBN 2-02-023671-0 .
- Le miroir dal cœur. Tantra dal Dzogchen (traduzione dal tibetano  e  commento  di  Philippe Cornu). Éditions dal Seuil,  Parigi, 1997. 284 p.  ISBN 2-02-022848-3
- Tibet : culture e  histoire d'un peuple. Guy Trédaniel, collezione  « Le retour à l'esprit » n° 16,  Parigi, 1998. 63 p.  ISBN 2-85707-995-8 .
- Tibet : le rayonnement de la sagesse. Guy Trédaniel, collezione  « Le retour à l'esprit » n° 17,  Parigi, 1998. 63 p.  ISBN 2-84445-024-5 .
- Guide dal bouddhisme tibetano . Librairie générale française, collezione  « Les guides Sélène », 1998. 351 p.  ISBN 2-253-17041-0 .
- Dictionnaire encyclopédique dal bouddhisme, Éditions dal Seuil,  Parigi, 2006. 952 p.  ISBN 2-02-082273-3 .
- Soûtra dal Diamant e  autres soûtras de la Voie médiane (traduzione dal tibetano  di  Philippe Cornu, dal cinese e  dal sanscrito di  Patrick Carré). Fayard, collezione  « Trésors dal bouddhisme »,  Parigi,  2001. 180 p.  ISBN 2-213-60915-2
- La terre dal Bouddha . Éditions dal Seuil,  Parigi, 2004. 315 p.  ISBN 2-02-056896-9 .
- Soûtra dal Dévoilement dal sens profond : Sandhinirmocanasûtra (traduzione dal tibetano  e  commento  di  Philippe Cornu). Fayard, collezione  « Trésors dal bouddhisme »,  Parigi, septembre 2005. 152 p.  ISBN 2-213-62705-3 .
- « Vasubandhu: Cinq traités sur l'esprit seulement » (traduzione dal tibetano  e  commento  di  Philippe Cornu), Fayard, collezione  "Trésors dal bouddhisme", [ Parigi], 2008. 302 p.  ISBN 978-2-213-63604-7 .
- « Padmasambhava: Le Livre des morts tibetano  » (traduzione dal tibetano introduzione  e  commento  di  Philippe Cornu), Buchet-Chastel, [ Parigi], octobre 2009.